# Vézac, Dordogne
Vézac (occitanska: Vesac) är en kommun i departementet Dordogne i regionen Nouvelle-Aquitaine i sydvästra Frankrike. Kommunen ligger i kantonen Sarlat-la-Canéda som tillhör arrondissementet Sarlat-la-Canéda. År 2022 hade Vézac 512 invånare.

## Befolkningsutveckling
Antalet invånare i kommunen Vézac
Referens:INSEE